# Winchester Model 1887
Winchester Model 1887 — ружьё рычажного действия, разработанное известным американским оружейником Джоном Браунингом в 1887 году и производившееся Winchester Repeating Arms Company с 1887 по 1920 годы.

## Описание
М1887 стал первым по-настоящему успешным многозарядным ружьём. Изначально Джон Браунинг предлагал помповый механизм как более подходящий для многозарядного ружья, но Winchester настоял на сохранении «рычажного», более узнаваемого бренда. Однако, позже Winchester ввёл помповый дробовик Браунинга: Модель 1893 (ранняя версия Модели 1897), после введения бездымного пороха.